# Adam Back
Adam Back (né en juillet 1970) est un cypherpunk et cryptographe britannique.

## Vie
Back est né à Londres, en Angleterre (Royaume-Uni). Il réside maintenant à Sliema, à Malte.
Il a un doctorat en informatique de l'Université d'Exeter dans le sud-ouest de l'Angleterre.

## Cryptographie
En 1997, Back inventa Hashcash, le système de preuve de travail utilisé par plusieurs  systèmes de lutte contre le spam.   Un système similaire est utilisé dans Bitcoin. Hashcash a également été utilisé dans un certain nombre de protocoles tels que la lutte contre le spam des blogs et la défense contre la pollution de l'espace de noms des utilisateurs.
Il a également implémenté credlib une bibliothèque qui implémente les systèmes de justificatifs d'identité de Stefan Brands et David Chaum.
Il a été le premier à formaliser la propriété de sécurité « Non-Interactive Forward-Secrecy » pour le courrier électronique et à observer que tout schéma de chiffrement basé sur une identité peut être utilisé pour fournir un secret de non-interactivité.
Il est également connu pour avoir innové dans l'utilisation du code ultra-compact avec son fichier de signature RSA en Perl 3 lignes et ses T-shirts non exportables pour protester contre les règles d'exportation de la cryptographie.

## Carrière en affaires
Adam Back est actuellement le PDG de Blockstream, une société de technologie qui cherche à poursuivre le développement de la technologie Bitcoin et Blockchain. Blockstream fournit des fonds pour le développement de Bitcoin Core, le logiciel client prédominant du réseau Bitcoin.

## Voir également
- Sécurité des données
- Confidentialité de l'information